# Báo Ấn Độ
Báo Ấn Độ hay Báo hoa mai Ấn Độ (Panthera pardus fusca) là một phân loài báo hoa mai phân bố rộng rãi tại tiểu lục địa Ấn Độ. Loài Panthera pardus được IUCN phân loại là loài sắp bị đe dọa từ năm 2008 do quần thể giảm sút sau khi môi trường sống bị mất và phân mảnh, săn trộm phục vụ buôn bán bất hợp pháp da và các bộ phận cơ thể và bức hại do hoàn cảnh xung đột. Báo Ấn Độ là một trong năm loài mèo lớn phân bố tại Ấn Độ, cùng với sư tử châu Á, hổ Bengal, báo tuyết và báo gấm.
Năm 2014, một cuộc điều tra dân số quốc gia về báo xung quanh môi trường sống của hổ đã được thực hiện ở Ấn Độ ngoại trừ phía đông bắc. 7,910 cá thể được ước tính trong các khu vực khảo sát và tổng cộng 12,000-14,000 cá thể trên toàn quốc gia.

## Lịch sử phân loại
Trong năm 1794, nhà tự nhiên học người Đức Friedrich Albrecht Anton Meyer đã viết mô tả đầu tiên về một con báo đen từ Ấn Độ đang được trưng bày tại Tháp Luân Đôn với danh pháp Felis fusca. Năm 1863, Brian Houghton Hodgson đã mô tả da báo từ Nepal là Leopardus perniger. Hodgson đã gửi năm tấm da đến Bảo tàng Anh, trong đó có ba tấm da màu đen. Ông đã đề cập đến Sikkim và Nepal là môi trường sống của chúng. Vào năm 1930, Reginald Innes Pocock đã mô tả một bộ da báo và hộp sọ duy nhất từ Kashmir dưới cái tên Panthera pardus millardi. Nó khác với P. p. da fusca bởi lông dài hơn và màu lông xám hơn. Vì các quần thể báo ở Nepal, Sikkim và Kashmir không bị cô lập về mặt địa lý với các quần thể báo ở tiểu lục địa Ấn Độ, chúng đã được hợp vào vào P. p. Fusca năm 1996.

## Đặc điểm
Năm 1794, Friedrich Albrecht Anton Meyer đã viết mô tả đầu tiên về Felis fusca, trong đó ông kể về một con mèo giống như con báo từ Bengal dài khoảng 85,5 cm (33,7 in), với đôi chân khỏe mạnh và cái đuôi dài, đầu to như như một con báo, mõm rộng, tai ngắn và đôi mắt nhỏ màu xám vàng, đồng tử mắt màu xám nhạt. Nó có màu đen từ cái nhìn đầu tiên, nhưng khi kiểm tra kỹ hơn màu nâu sẫm với những đốm tròn màu tối hơn, nhuốm màu đỏ nhạt bên dưới. Báo mây có thể được phân biệt bằng các "đám mây" khuếch tán của nó so với các đốm hoa thị nhỏ hơn và khác biệt của báo hoa mai, chân dài hơn và đuôi mỏng hơn.
Bộ lông của nó được phát hiện và nhuộm màu trên nền màu vàng nhạt đến vàng nâu hoặc vàng, ngoại trừ các hình thức nhiễm hắc tố; các đốm mờ dần về phía dưới bụng trắng và phần bên trong và phần dưới của chân. Đốm hoa hồng nổi bật nhất ở mặt sau, sườn và thân sau. Mẫu của các đốm hoa hồng là duy nhất cho mỗi cá thể. Con non có bộ lông xù, và có vẻ tối do các đốm được sắp xếp dày đặc. Đuôi chóp màu trắng dài 60–100 cm (24-39 inc), bên dưới có màu trắng và hiển thị các đốm hoa hồng, tạo thành các dải không hoàn chỉnh về phía cuối. Các đốm hoa lớn hơn trong các quần thể báo châu Á khác. Màu lông có xu hướng nhợt nhạt và màu kem hơn trong môi trường khô cằn, xám hơn ở vùng khí hậu lạnh hơn và màu vàng đậm hơn trong môi trường rừng nhiệt đới.
Báo đực Ấn Độ phát triển đến kích thước cơ thể từ 4 ft 2 in (127 cm) đến 4 ft 8 in (142 cm) với đuôi dài 2 ft 6 in (76 cm) đến 3 ft (91 cm) và nặng từ 110 đến 170 lb (50 đến 77 kg). Con cái nhỏ hơn, phát triển từ 3 ft 5 in (104 cm) đến 3 ft 10 in (117 cm) với kích thước cơ thể với đuôi dài 2 ft 6 in (76 cm) đến 2 ft 10,5 (87,6 cm) và nặng từ 64 đến 75 lb (29 đến 34 kg). Chúng có đặc điểm dị hình giới tính, con đực lớn hơn và nặng hơn con cái. Cá thể lớn nhất dường như là một con báo đực từng ăn thịt người bị bắn ở khu vực Dhadhol của quận Bilaspur, bang Himachal Pradesh, năm 2016. Nó được báo cáo là có chiều dài 8 ft 7 in (262 cm) từ đầu đến đuôi, cao 34 in (86 cm) tính từ vai và nặng 71 kg (157 lb).

## Phân bố và môi trường sống

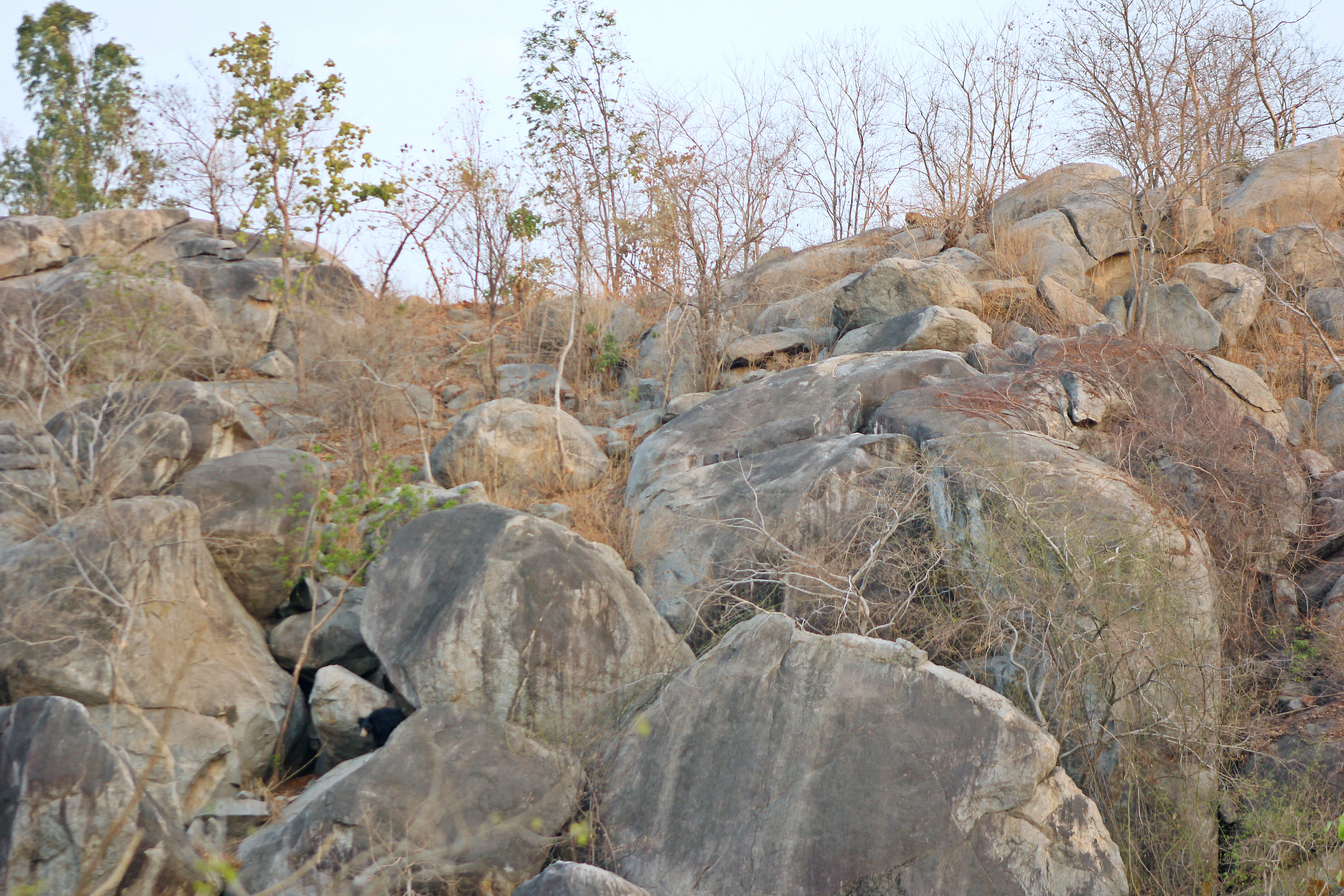
Báo đực và gấu lợn với con của nó ở khu bảo tồn Gấu lợn Ratanmahal, Gujarat, Ấn Độ

Báo hoa mai Ấn Độ được phân bố chủ yếu ở Ấn Độ, Nepal, Bhutan và một phần của Pakistan. Bangladesh không có số lượng báo khả thi nhưng thỉnh thoảng vẫn có thể nhìn thấy trong các khu rừng của Sylhet, đồi Chittagong và Cox's Bazar. Chúng cũng đã được ghi nhận trong Khu bảo tồn thiên nhiên quốc gia Qomolangma ở miền nam Tây Tạng.
Báo Ấn Độ sinh sống trong rừng mưa nhiệt đới, rừng rụng lá khô, rừng ôn đới và rừng lá kim phía bắc ở độ cao 2.500 mét (8.200 ft) trên mực nước biển, giáp môi trường sống báo tuyết. Nhưng chúng không không sống trong rừng ngập mặn Sundarbans.
Người ta cho rằng sông Indus ở phía tây và dãy Himalaya ở phía bắc hình thành các rào cản địa hình đối với sự phân tán của phân loài này. Ở phía đông, đồng bằng sông Hằng và dòng chảy thấp hơn của sông Brahmaputra được cho là tạo thành rào cản tự nhiên đối với phạm vi của báo Đông Dương.

### Quần thể ở Ấn Độ
Trong năm 2015, 7,910 con báo được ước tính sống trong và xung quanh môi trường sống của hổ ở Ấn Độ; khoảng 12,000 đến 14,000 con báo đã được suy đoán đang sống trong cả nước. Bảng dưới đây cung cấp cho các quần thể báo lớn ở các bang của Ấn Độ:
| Bang           | Số lượng (2015) |
| -------------- | --------------- |
| Andhra Pradesh | 343             |
| Bihar          | 32              |
| Chhattisgarh   | 846             |
| Goa            | 71              |
| Jharkhand      | 29              |
| Karnataka      | 1,129           |
| Kerala         | 472             |
| Madhya Pradesh | 1,817           |
| Maharashtra    | 905             |
| Odisha         | 345             |
| Tamil Nadu     | 815             |
| Uttar Pradesh  | 194             |
| Uttarakhand    | 703             |

## Sinh thái học
Báo Ấn Độ là loài sống ẩn dật nên rất khó quan sát, chúng sống đơn độc và hoạt động chủ yếu là về đêm. Chúng được biết đến với khả năng leo trèo tốt, và đã được quan sát thấy nằm trên cành cây vào ban ngày, kéo con mồi vừa săn được lên cây và treo chúng ở đó. Chúng cũng là một vận động viên bơi lội cừ khôi, mặc dù không thích bơi như hổ. Chúng rất nhanh nhẹn và có thể chạy với tốc độ hơn 58 km/h (36 dặm / giờ), nhảy cao hơn 6 m (20 ft) theo chiều ngang và nhảy lên tới 3 m (9,8 ft) theo chiều dọc. Chúng tạo ra một số cách phát âm, bao gồm tiếng gầm thét, gầm gừ, meo meo và tiếng rít.
Trong Công viên Quốc gia Bardia của Nepal, phạm vi lãnh thổ của những con báo đực bao gồm khoảng 48 km2 (19 dặm vuông) và của con cái khoảng 17 km2 (6,6 dặm vuông); phạm vi lãnh thổ con cái giảm xuống còn 5 đến 7 km2 (1,9 đến 2,7 dặm vuông) khi chúng có đàn con.
Báo Ấn Độ là một thợ săn linh hoạt, cơ hội và có chế độ ăn rất rộng. Chúng có thể bắt con mồi lớn nhờ hộp sọ khổng lồ và cơ hàm mạnh mẽ. Trong Khu bảo tồn hổ Sariska, chế độ ăn của báo Ấn Độ bao gồm hươu đốm, nai, linh dương bò lam, lợn rừng, voọc xám, thỏ rừng Ấn Độ và công lam Ấn Độ. Trong Khu bảo tồn hổ Periyar, linh trưởng chiếm tỷ lệ lớn trong chế độ ăn của chúng.

### Sinh sản
Tùy thuộc vào khu vực, báo hoa mai giao phối quanh năm. Chu kỳ động dục kéo dài khoảng 46 ngày và con cái thường lên cao điểm trong 6-7 ngày. Thời gian mang thai kéo dài trong 90 đến 105 ngày. Đàn con thường được sinh ra trong một lứa 2-4 con. Tỷ lệ tử vong của đàn con được ước tính là 41-50% trong năm đầu tiên. Con cái thường sinh con trong một hang động, kẽ hở giữa những tảng đá, cây rỗng hoặc bụi cây để làm hang. Đàn con được sinh ra với đôi mắt vẫn còn nhắm, chỉ bắt đầu mở từ bốn đến chín ngày sau khi sinh. Bộ lông của con non có xu hướng dài và dày hơn so với con trưởng thành. Xương chậu của chúng cũng có màu xám hơn với các đốm ít xác định hơn. Khoảng ba tháng tuổi, chúng bắt đầu theo mẹ đi săn. Khi được một tuổi, con báo non có thể tự lo cho mình, nhưng vẫn ở với mẹ trong 18-24 tháng. Tuổi thọ trung bình điển hình của một con báo là từ 12 đến 17 năm.

### Thiên địch cùng khu vực
Báo Ấn Độ không phổ biến trong môi trường sống nơi mật độ hổ Bengal cao, và được đặt giữa môi trường sống chính của hổ ở một bên và mặt đất canh tác ở phía bên kia. Khi quần thể hổ tăng lên hoặc đang cao, hổ đuổi những con báo đến những khu vực nằm gần khu định cư của con người, như ở Công viên Quốc gia Bardia của Nepal và Khu bảo tồn hổ Sariska của Rajasthan. Trong Công viên Quốc gia Gir của Gujarat, báo đốm Ấn Độ sinh sống cùng với sư tử châu Á. Khu vực được bảo vệ này nằm trong cùng vùng sinh thái với Khu bảo tồn Sariska và khu rừng rụng lá khô Kathiawar-Gir.
Ở dãy Himalaya, nó cùng xuất hiện với báo tuyết ở độ cao tới 5.200 m (17.100 ft) trên mực nước biển. Cả hai đều săn dê núi sừng ngắn Himalaya và hươu xạ, nhưng báo hoa mai thường thích môi trường sống trong rừng nằm ở độ cao thấp hơn báo tuyết. Ở những nơi khác trên tiểu lục địa Ấn Độ, báo đốm Ấn Độ sống cùng với báo gấm, mèo rừng, mèo báo và mèo cá. Chúng cũng chia sẻ môi trường sống với chó rừng lông vàng, cáo Bengal, linh cẩu vằn, sói đỏ, sói Ấn Độ, gấu lợn và gấu đen châu Á.

## Các đe dọa

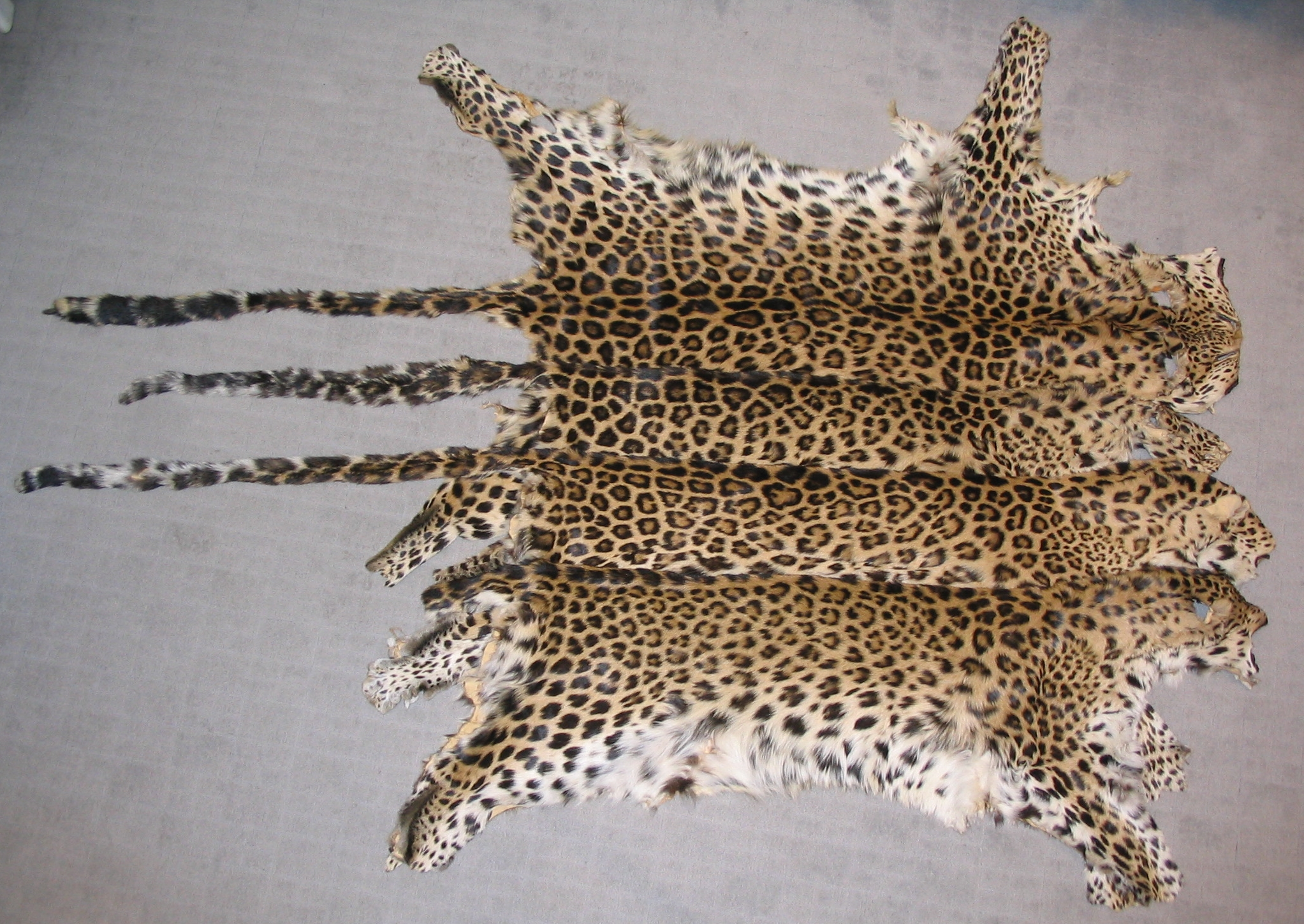
Da báo

Săn bắn báo hoa mai để buôn bán động vật hoang dã bất hợp pháp là mối đe dọa lớn nhất đối với sự sống còn của chúng. Chúng cũng bị đe dọa do mất môi trường sống và sự phân mảnh của các quần thể được kết nối trước đây và nhiều mức độ khác nhau của xung đột báo đốm con người trong các khu vực thống trị của con người. Một số tờ báo đưa tin về những con báo bị rơi xuống giếng và được giải cứu với sự giúp đỡ của các quan chức Cục Lâm nghiệp.

### Săn trộm
Một mối đe dọa đáng kể ngay lập tức đối với quần thể báo hoang dã là buôn bán trái phép da và các bộ phận cơ thể bị săn trộm giữa Ấn Độ, Nepal và Trung Quốc. Chính phủ của các quốc gia này đã không thực hiện phản ứng thực thi đầy đủ và tội phạm động vật hoang dã vẫn là ưu tiên thấp về mặt cam kết chính trị và đầu tư trong nhiều năm. Có những băng đảng săn trộm chuyên nghiệp được tổ chức tốt, chúng di chuyển từ nơi này sang nơi khác và dựng trại ở những khu vực mà báo dễ bị tổn thương. Da được xử lý thô trong lĩnh vực này và bàn giao cho các đại lý, họ gửi chúng để tiếp tục điều trị cho các trung tâm thuộc da Ấn Độ. Người mua chọn da từ các đại lý hoặc thợ thuộc da và buôn lậu chúng thông qua một mạng lưới liên kết phức tạp đến các thị trường bên ngoài Ấn Độ, chủ yếu ở Trung Quốc. Da bị tịch thu ở Kathmandu xác nhận vai trò của thành phố là điểm chính cho da bất hợp pháp nhập lậu từ Ấn Độ đến Tây Tạng và Trung Quốc.
Có khả năng các đợt tịch thu chiếm một phần rất nhỏ trong tổng số giao dịch bất hợp pháp, với phần lớn da nhập lậu đạt đến thị trường cuối cùng dự định của họ. Những đợt tịch thụ tiết lộ:
- Ở Ấn Độ: hơn 2845 con báo bị săn trộm từ năm 1994 đến tháng 10 năm 2010.
- Ở Nepal: 243 con báo bị săn trộm từ tháng 5 năm 2002 đến tháng 5 năm 2008.
- Ở Trung Quốc và Tây Tạng: hơn 774 con báo bị săn trộm trong khoảng thời gian từ tháng 7 năm 1999 đến tháng 9 năm 2005.

Vào tháng 5 năm 2010, Hiệp hội bảo vệ động vật hoang dã Ấn Độ đã ước tính rằng ở Ấn Độ, ít nhất 3,189 con báo đã bị giết kể từ năm 1994. Cứ mỗi bộ da hổ, có ít nhất bảy con báo trong đó. Việc săn trộm để buôn bán bất hợp pháp bị nghi ngờ đã xảy ra với tốc độ ít nhất bốn con báo mỗi tuần trong khoảng thời gian 10 năm từ 2002 đến 2012.

### Xung đột với con người
Mở rộng đất sử dụng nông nghiệp, canh tác và chăn thả gia súc ở các khu vực được bảo vệ là những yếu tố chính góp phần làm mất môi trường sống và giảm con mồi hoang dã cho báo. Do đó, báo tiếp cận các khu định cư của con người, nơi chúng bị cám dỗ trước những vật nuôi như chó, lợn và dê, tạo thành một phần quan trọng trong chế độ ăn uống của chúng, nếu chúng sống ở gần con người. Tình hình xung đột giữa báo và con người xảy ra sau đó, và đã tăng lên trong những năm gần đây. Để trả thù các cuộc tấn công vào gia súc, báo liên tục bị bắn, đầu độc và bị mắc kẹt trong bẫy. Những con báo được coi là kẻ xâm phạm không mong muốn của dân làng. Các nhà bảo tồn chỉ trích những hành động này, cho rằng mọi người đang xâm phạm môi trường sống tự nhiên của báo. Cục Lâm nghiệp Ấn Độ được quyền thiết lập bẫy bắt báo chỉ trong trường hợp một con báo đã tấn công con người. Nếu chỉ có sự hiện diện của một đám đông ngăn không cho con báo trốn thoát, thì đám đông phải được giải tán và con vật được phép trốn thoát.
Khi các khu vực đô thị mở rộng, môi trường sống tự nhiên của báo bị thu hẹp dẫn đến chúng trở nên mạo hiểm hơn khi vào các khu vực đô thị hóa do dễ dàng tiếp cận các nguồn thực phẩm. Karnataka có nhiều kiểu xung đột như vậy. Trong những năm gần đây, báo đã được nhìn thấy ở Bangalore và bộ phận lâm nghiệp đã bắt được sáu con báo ở ngoại ô thành phố, di chuyển bốn con trong số chúng đến nhiều địa điểm khác. Trong và xung quanh những ngọn đồi Shivalik của Himachal Pradesh, 68 con báo đã bị giết bởi con người từ năm 2001 đến 2013, trong đó có 10 cá thể được xác định là những kẻ ăn thịt người.

### Tấn công con người

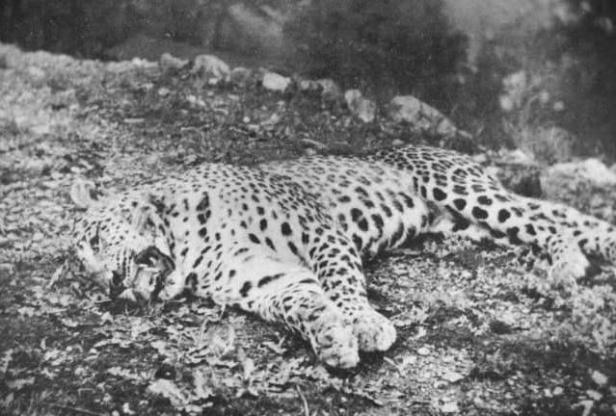
Báo Panar bị giết bởi Jim Corbett.

Tần suất các cuộc tấn công của báo Ấn Độ vào con người thay đổi theo khu vực địa lý và giai đoạn lịch sử. Tấn công thường được báo cáo chỉ ở Ấn Độ và Nepal. Trong số năm "con mèo lớn", báo hoa mai Ấn Độ ít có khả năng trở thành kẻ ăn thịt người nhưng chỉ có loài báo đốm và báo tuyết là có tiếng tăm ít đáng sợ hơn. Mặc dù những con báo thường tránh con người, chúng chịu đựng sự gần gũi với con người tốt hơn sư tử và hổ và thường xung đột với con người khi tấn công gia súc.
Các cuộc tấn công của báo có thể đã lên đến đỉnh điểm ở Ấn Độ vào cuối thế kỷ 19 và đầu thế kỷ 20, trùng với quá trình đô thị hóa nhanh chóng. Các cuộc tấn công ở Ấn Độ vẫn còn tương đối phổ biến và ở một số vùng trong nước, báo hoa mai giết chết nhiều người hơn tất cả các loài thú ăn thịt lớn khác cộng lại. Ở Nepal, tỷ lệ báo ăn thịt người được ước tính cao hơn 16 lần so với bất kỳ nơi nào khác, dẫn đến khoảng 1,9 người chết hàng năm trên một triệu dân. Hầu hết các cuộc tấn công xảy ra ở các khu vực trung du, chẳng hạn như vùng trung du Terai và các vùng núi thấp ở Himalaya.
Không như sư tử và hổ, con người có thể chiến thắng trong một cuộc chiến với một con báo hoa mai, như trường hợp một phụ nữ 56 tuổi đã giết một con báo bằng liềm và thuổng, và sống sót với những vết thương nặng. Trên toàn cầu, các cuộc tấn công vào con người, đặc biệt là các cuộc tấn công chỉ gây ra thương tích nhỏ, có khả năng vẫn chưa được báo cáo do thiếu chương trình giám sát và giao thức báo cáo được chuẩn hóa. Những con báo ăn thịt người khét tiếng trong lịch sử được ghi nhận ở vùng Ấn Đô bao gồm báo Panar, báo Rudraprayag, báo Gummalapur, báo đồi Yellagiri và báo ở dãy Golis.

## Bảo tồn

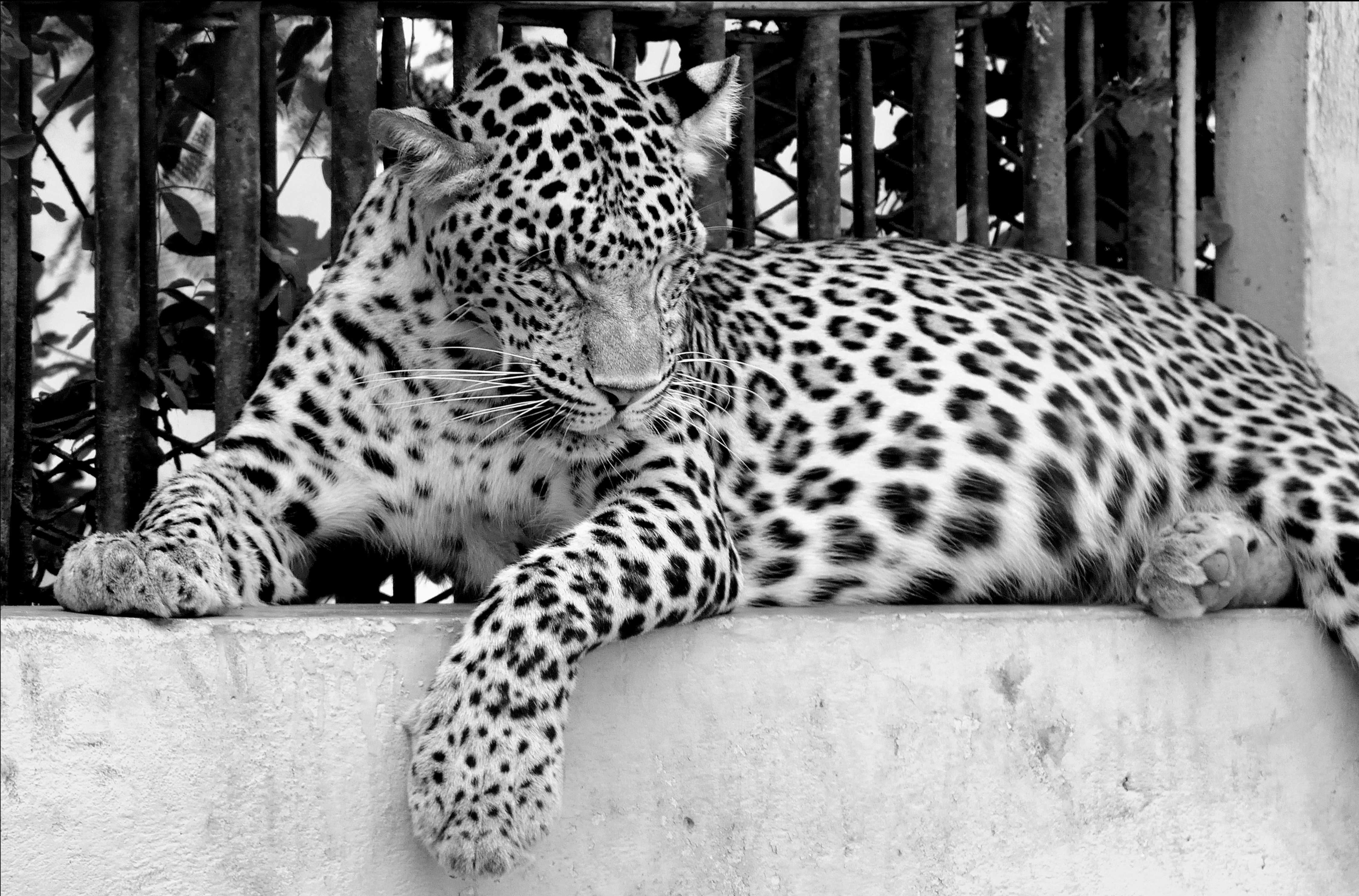
Một con báo được nuôi nhốt

Panthera pardus được liệt kê trong Phụ lục I. Mặc dù Ấn Độ và Nepal là các bên ký kết hợp đồng với Công ước CITES, luật pháp quốc gia của cả hai quốc gia không kết hợp và giải quyết tinh thần và mối quan tâm của Công ước. Nguồn nhân lực được đào tạo, cơ sở vật chất cơ bản và mạng lưới hiệu quả để kiểm soát nạn săn trộm và buôn bán động vật hoang dã đang thiếu.
Nhà sinh vật học Frederick Walter Champion là một trong những người đầu tiên ở Ấn Độ sau chiến tranh thế giới thứ nhất ủng hộ việc bảo tồn báo, lên án việc săn bắn thể thao và nhận ra vai trò quan trọng của chúng trong hệ sinh thái. Billy Arjan Singh đã bảo vệ chính nghĩa của chúng từ đầu những năm 1970. Có một vài trung tâm cứu hộ báo ở Ấn Độ, chẳng hạn như Trung tâm cứu hộ báo Manikdoh ở Junnar, nhưng nhiều trung tâm cứu hộ và phục hồi đang được lên kế hoạch. Một số chuyên gia động vật hoang dã nghĩ rằng các trung tâm như vậy không phải là một giải pháp lý tưởng, nhưng giải quyết xung đột bằng cách thay đổi hành vi của con người, sử dụng đất hoặc chăn thả và thực hiện quản lý rừng có trách nhiệm để giảm xung đột giữa người và động vật sẽ hiệu quả hơn nhiều đối với loài báo.

## Trong văn hóa

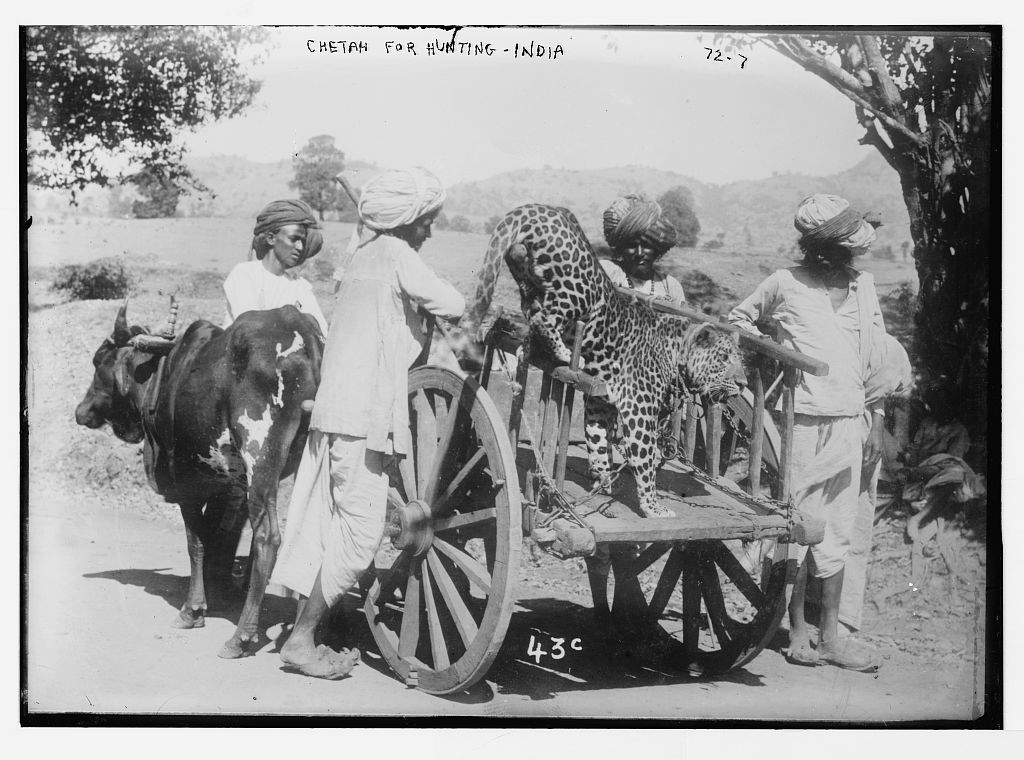
Một con báo Ấn Độ được người dân nuôi để phục vụ săn bắn, có thể là vào đầu thế kỷ 20

- Một con báo đen Ấn Độ tên là 'Bagheera' được xuất hiện trong cuốn tiểu thuyết Chuyện rừng xanh năm 1894 của Rudyard Kipling, cũng như trong các bộ phim chuyển thể năm 1967 và 2016 của Disney.
- Những kẻ ăn thịt người ở Kumaon dựa trên câu chuyện về những con báo và hổ ăn thịt người ở Kumaon.
- Ajoba là một bộ phim tiếng Marathi 2014 của đạo diễn Sujay Dahake và được viết bởi Gauri Bapat. Được cho là dựa trên các sự kiện có thật. Mèo lớn, Cuộc phiêu lưu lớn. Malshej Ghat đến Mumbai trong 29 ngày: Chuyến đi đầy tham vọng của con báo.

## Hình ảnh

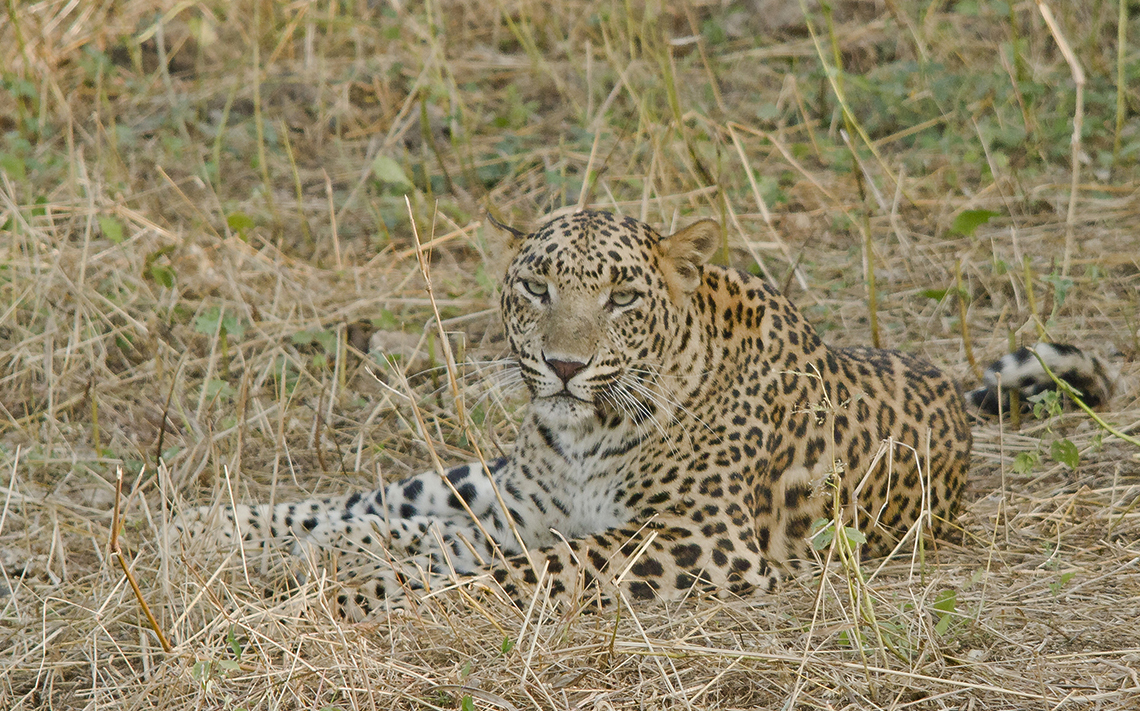
Báo đốm tại Công viên Quốc gia Rừng Gir, Gujarat, Tây Ấn Độ
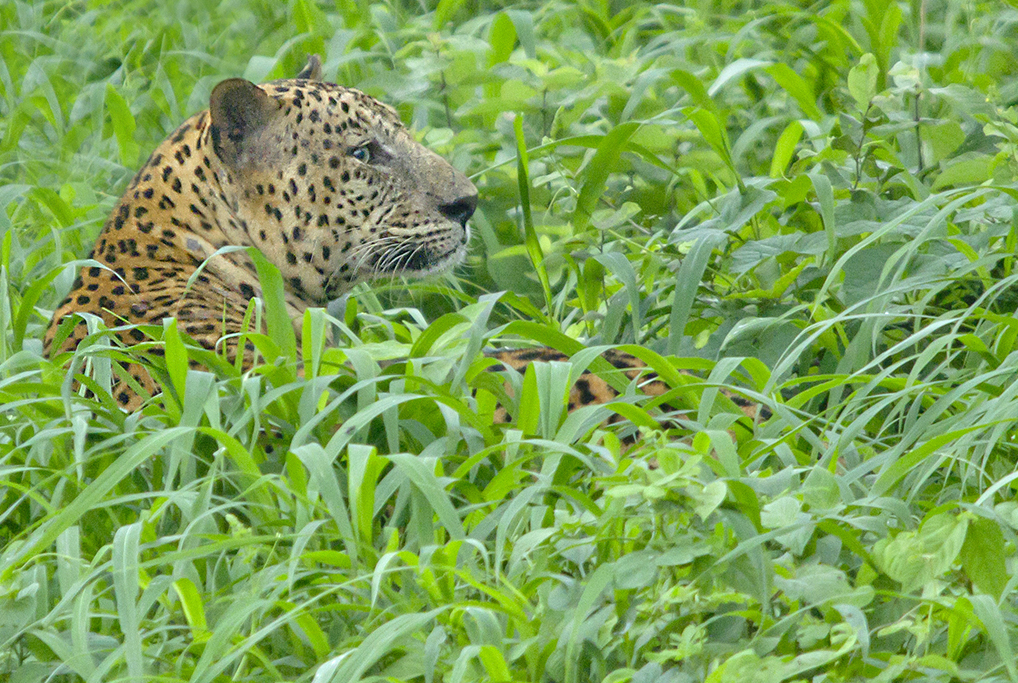
Báo đốm tại Khu bảo tồn Động vật hoang dã Gir
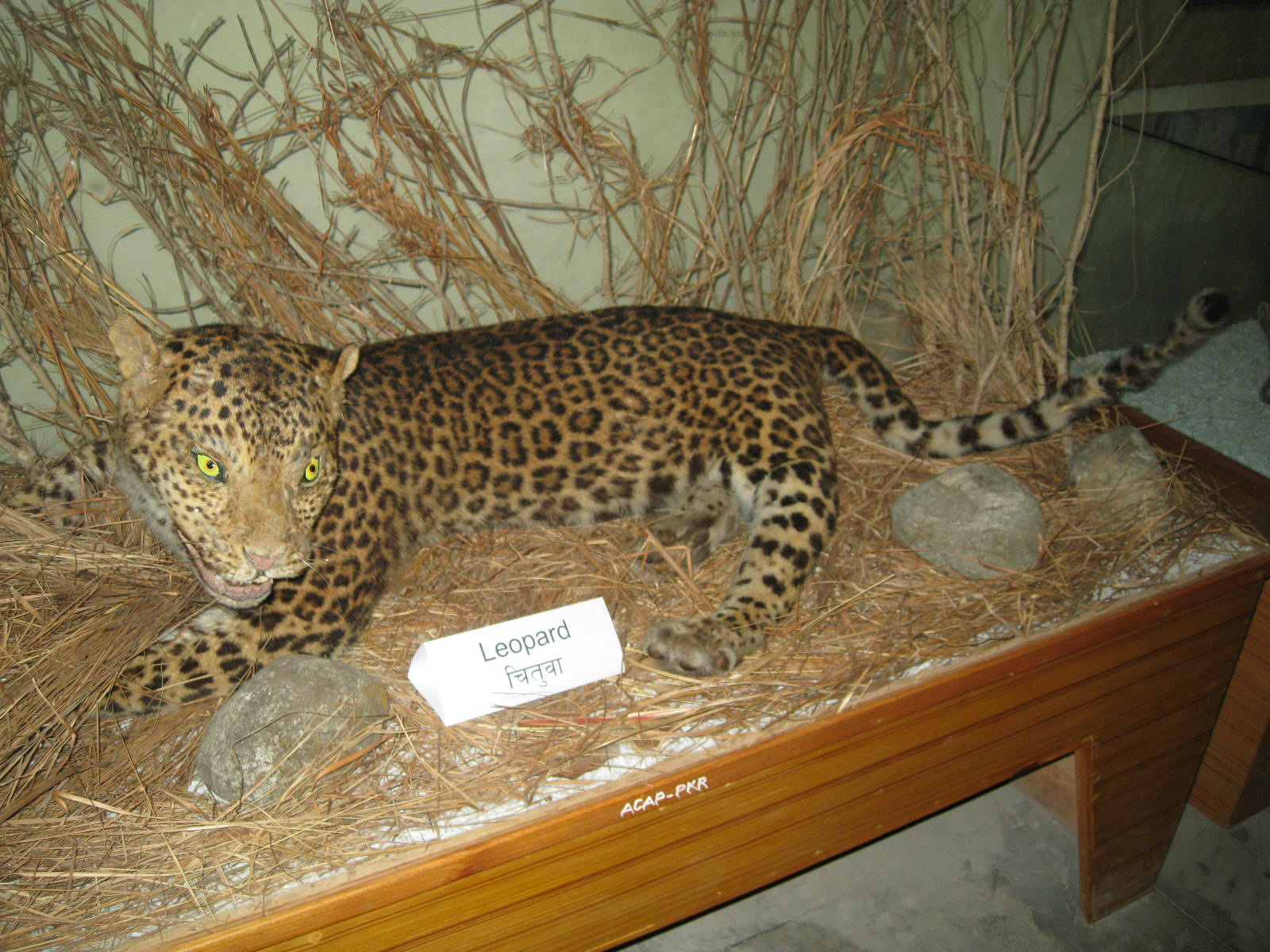
Một con báo đốm ở Bảo tàng Núi Quốc tế, Pokhara, Nepal